# Alan Lee
Alan Lee (Middlesex, 20 de agosto de 1947) es un importante ilustrador británico de libros y películas conocido sobre todo por sus ilustraciones de diferentes ediciones de El Señor de los Anillos, en particular la edición del centenario de la editorial HarperCollins.
También ha ilustrado varios otros libros de fantasía como Hadas (Faeries), con Brian Froud. Ganó el premio Kate Greenaway Medal como mejor ilustrador en 1993 por su trabajo en Black Ships Before Troy.
Lee estudió diseño y artes gráficas en Londres. En los años 70 se casó con Marja Lee Kruÿt, otra ilustradora. El estilo de Lee es un clásico romántico, predominando sus obras en acuarelas. Actualmente vive y trabaja en Devon y sus hijos Owen y Virginia también son artistas.

## Colaboración cinematográfica
Lee y John Howe fueron los artistas principales en el diseño de la trilogía de películas sobre El Señor de los Anillos dirigida por Peter Jackson. Diseñó varios de los escenarios principales incluyendo objetos y armas para los actores. Tuvo un breve cameo como uno de los nueve nazgûl en una escena del comienzo de la trilogía. Es ganador del premio Óscar al mejor diseño artístico por estas películas. En 2005 publicó The Lord of the Rings Sketchbook (publicado en español como El Señor de los Anillos. Cuaderno de bocetos), libro en el que se muestra parte de su trabajo para la trilogía en bocetos e ilustraciones a color. Cuando Jackson volvió a la Tierra Media para adaptar también El hobbit en otras tres películas, volvió a contar con Lee en el diseño artístico, formando equipo, una vez más, con John Howe como diseñador conceptual del mundo de Tolkien.
Además de trabajar en el diseño de las películas de Peter Jackson, Lee también ha colaborado en otras películas como Legend, Erik el Vikingo y la serie de televisión Merlín. Su última colaboración importante hasta la fecha ha sido el diseño de producción de la película King Kong, también de Peter Jackson, presentada en 2005.

## Premios y distinciones
Premios Óscar
| Año  | Categoría                 | Película                                         | Resultado |
| ---- | ------------------------- | ------------------------------------------------ | --------- |
| 2002 | Mejor dirección artística | El Señor de los Anillos: la Comunidad del Anillo | Nominado  |
| 2003 | Mejor dirección artística | El Señor de los Anillos: las dos torres          | Nominado  |
| 2004 | Mejor dirección artística | El Señor de los Anillos: el retorno del Rey      | Ganador   |